# Josef Allerberger
Josef 'Sepp' Allerberger (24 de dezembro de 1924 – 2 de março de 2010) foi um atirador austríaco da Wehrmacht durante a Segunda Guerra Mundial. Ele serviu na 3ª Divisão de Montanha na Frente Oriental da Segunda Guerra Mundial e foi creditado com 257 mortes.

## Condecorações
- Cruz de Ferro (1939)
  - 2ª classe (setembro de 1944)
  - 1ª classe (18 de março de 1945)
- Distintivo da infantaria de assalto em Prata (1 de junho de 1944)
- Distintivo de Ferido (1939) em Prata (17 de novembro de 1944)
- Distintivo de Atirador de Elite em Ouro (2 de março de 1945)
- Cruz de Cavaleiro da Cruz de Ferro (20 de abril de 1945)